# Greater Kokstad
Greater Kokstad – gmina w Republice Południowej Afryki, w prowincji KwaZulu-Natal, w dystrykcie Sisonke. Siedzibą administracyjną gminy jest Kokstad.